# Cuarto del príncipe Baltasar Carlos

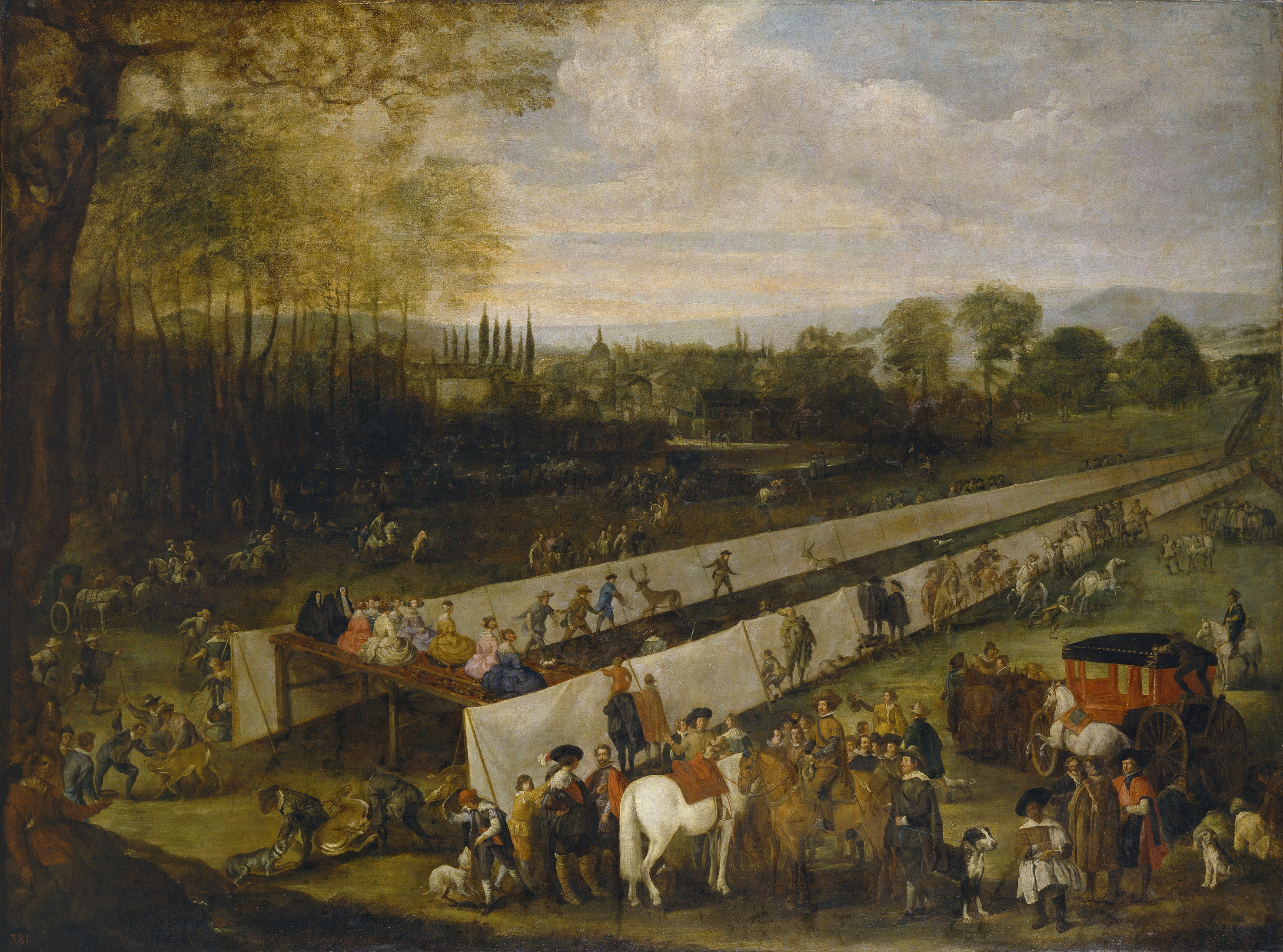
La cacería del tabladillo en Aranjuez que decoraba el cuarto del príncipe Baltasar Carlos.

El cuarto del príncipe Baltasar Carlos (también conocido como cuarto bajo del Príncipe) fue un conjunto de habitaciones que estaban destinadas a albergar a ese príncipe, hijo primogénito de Felipe IV en el Alcázar de Madrid.

## Historia
Las habitaciones que formarían parte del cuarto, había sido inmediatamente antes destinadas a cuartos de los hermanos de Felipe IV:
- La zona más al oeste, destinada a cuarto de María, reina consorte de Hungría.
- La zona más al este, a ser cuarto bajo o de verano del cardenal-infante don Fernando.

La fusión de estos dos cuartos y la formación del cuarto del príncipe Baltasar Carlos estaría ligada a la orden dada por Felipe IV en junio de 1643 otorgándole casa propia. Las habitaciones se decoraron conforme a un programa iconográfico que adaptaba el realizado por Rubens para la Torre de la Parada. Esta adaptación se realizó por medio de copias obra de Juan Bautista Martínez del Mazo. 
La muerte del príncipe en octubre de 1646 no permite conocer si finalmente fue habitado por este.
Posteriormente el cuarto sirvió como para distintas funciones: 
- Como taller de los pintores de cámara, en diversos momentos en que no estuvo ocupado como residencia.
- La parte situada en la crujía oeste sirvió de cuarto para Luis de Haro desde diciembre de 1654 por orden directa de Felipe IV.
- Como habitaciones de Juan José de Austria desde 1677 hasta su muerte en 1679, mientras ejerció de primer ministro de la monarquía.

## Descripción
El cuarto se encontraba en la parte oeste de la crujía sur, en concreto en la planta baja. Contaba con una pieça principal o galería, dando al jardín de los emperadores y justo debajo de la Galería del Mediodía.
Comprendía también este cuarto la parte baja de la Torre Dorada. En concreto, en este lugar el cuarto del príncipe contaba con dos piezas, destinadas a funciones similares a las que existían en el cuarto del rey su padre situado justo encima:
- pieza de la torre, posiblemente usada como despacho.
- alcoba de la torre.

En el piso inmediatamente inferior a este cuarto, se disponían las conocidas como Bóvedas del Tiziano.